# Mainfrankenpark
Der Mainfrankenpark ist ein Gewerbepark mit Freizeit- und Gastronomieeinrichtungen östlich von Würzburg im Gemeindegebiet von Dettelbach.
Von Dezember 1997 bis Mitte 1999 wurde das Gelände mit der Größe von 35ha direkt am Autobahnkreuz Biebelried, dem Verkehrsknotenpunkt von A3 und A7 erschlossen. Allerdings befand sich schon vorher unmittelbar nördlich des heutigen Mainfrankenparks ein als frei stehende Stahlfachwerkkonstruktion ausgeführter Funkturm. Auch die B8 (Aschaffenburg – Würzburg – Nürnberg) bot den umliegenden Gemeinden Garantien für einen starken Besucherzuspruch. Im Jahr 1999 sind bereits etwa 1.500.000 Besucher in den Mainfrankenpark gekommen.
Das Vorhaben wurde von der inzwischen insolventen Firmengruppe Siewert realisiert.

## Einrichtungen
Ein Multiplexkino, eine Großraumdiskothek, eine Bowlingarena, sowie einige gastronomische Einrichtungen und eine Fast-Food-Kette ergänzen das Angebot. Darüber hinaus siedelten sich im Laufe der Zeit zahlreiche Gewerbebetriebe an. Ebenso ist die Verkehrspolizeiinspektion Biebelried, sowie ein Zollamt im Mainfrankenpark ansässig.
Auf die Kraftfahrer warten ein Autohof mit Tankstelle und Kfz-Betriebe sowie Übernachtungsmöglichkeiten.

### Kino

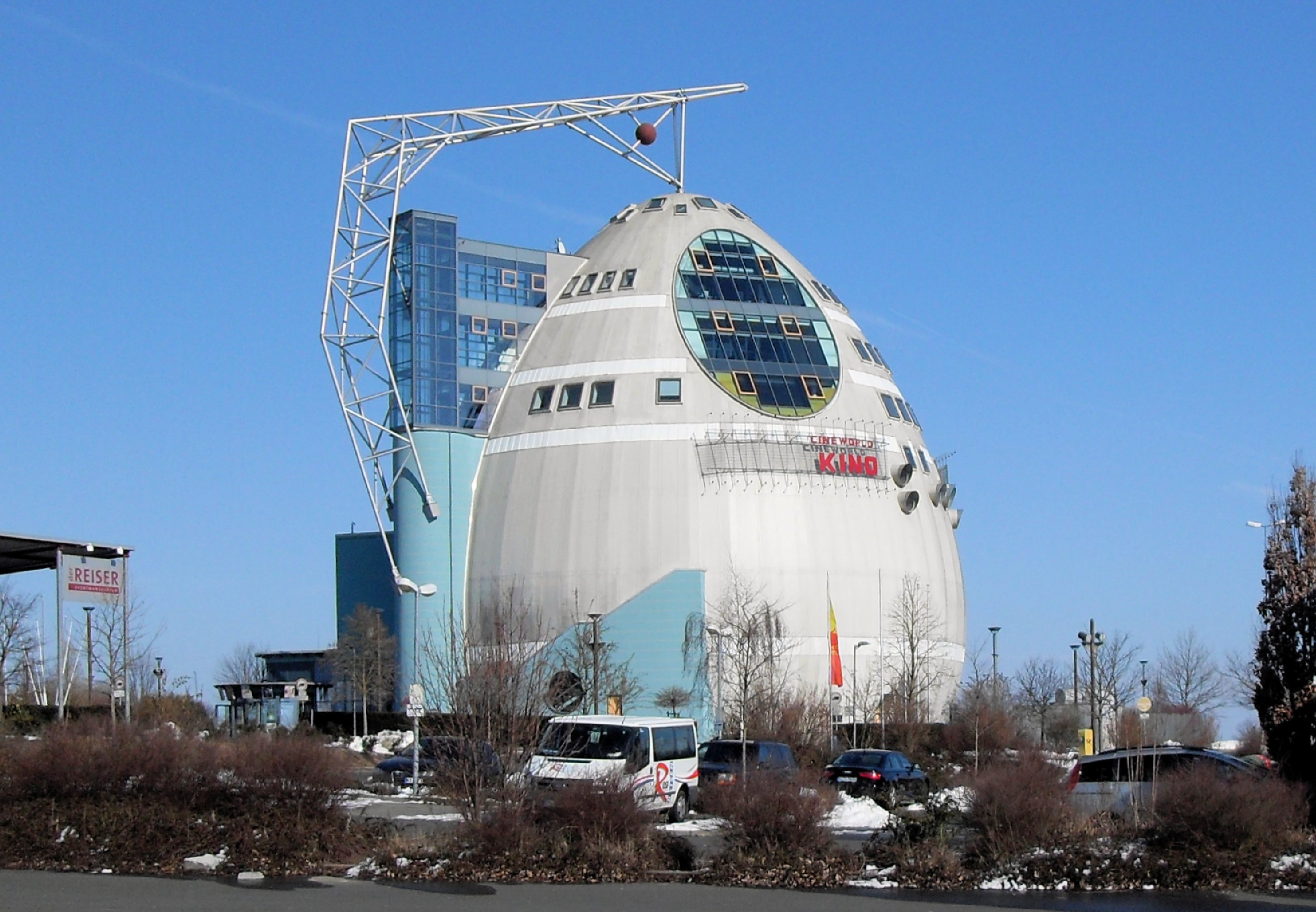
Cineworld-3D-Kino

- Das IMAX-Erlebniskino schloss am 6. Oktober 2004. Bisher wurden auf der 210 m² großen Leinwand 3D- und 2D-Filme gezeigt. Das Kino wurde 2004 wieder geschlossen und 2007 unter dem Namen „Cinemagnum“ wiedereröffnet, aktuell ist der Betrieb aber wieder eingestellt, und es finden keine Vorführungen mehr statt.
- Das Cineworld-Kino bietet Unterhaltung in 8 Kinosälen, plus einem Open-Air-Kino. Es gehört seit Jahren zu den zehn erfolgreichsten Multiplex-Kinos Deutschlands.

### Disco
Die Großraumdiskothek Capitol wurde im Sommer 2006 zum A3-Musicpalace umgebaut, mit Unterhaltung auf 9 Areas. Nach einem Betreiberwechsel hieß die Discothek wieder Capitol und bot auf einer Fläche von 3.400 m² insgesamt 4 Dancefloors, wurde aber 2018 geschlossen, eine Wiedereröffnung ist derzeit nicht bekannt.

### Bowling
Die Extreme-Bowling Arena mit 3.000 m² Grundfläche bietet neben Bowling auch Billard und weitere Freizeitmöglichkeiten an.